# Parlamentswahl in St. Lucia 1982
Die Parlamentswahl in St. Lucia 1982 (englisch General elections) waren die dreizehnten Parlamentswahlen in St. Lucia.

## Wahl
Die Wahl fand am 3. Mai 1982 statt. Sieger war die United Workers Party, die vierzehn der siebzehn Sitze errang. Die Wahlbeteiligung lag bei 66,9 %.
| Partei                    | Stimmen | %    | Sitze |
| ------------------------- | ------- | ---- | ----- |
| United Workers Party      | 27.252  | 56.2 | 14    |
| Progressive Labour Party  | 13.133  | 27.1 | 1     |
| Saint Lucia Labour Party  | 8.122   | 16.7 | 2     |
| Invalid/blank votes       | 1083    | –    | –     |
| Total                     | 50.384  | 100  | 17    |
| Registered voters/turnout | 75.343  | 66.9 | –     |
| Source: Nohlen, PDBA      |         |      |       |